# Ville di Parma

## Principali ville e villini in ambito urbano

### Villino Bonazzi

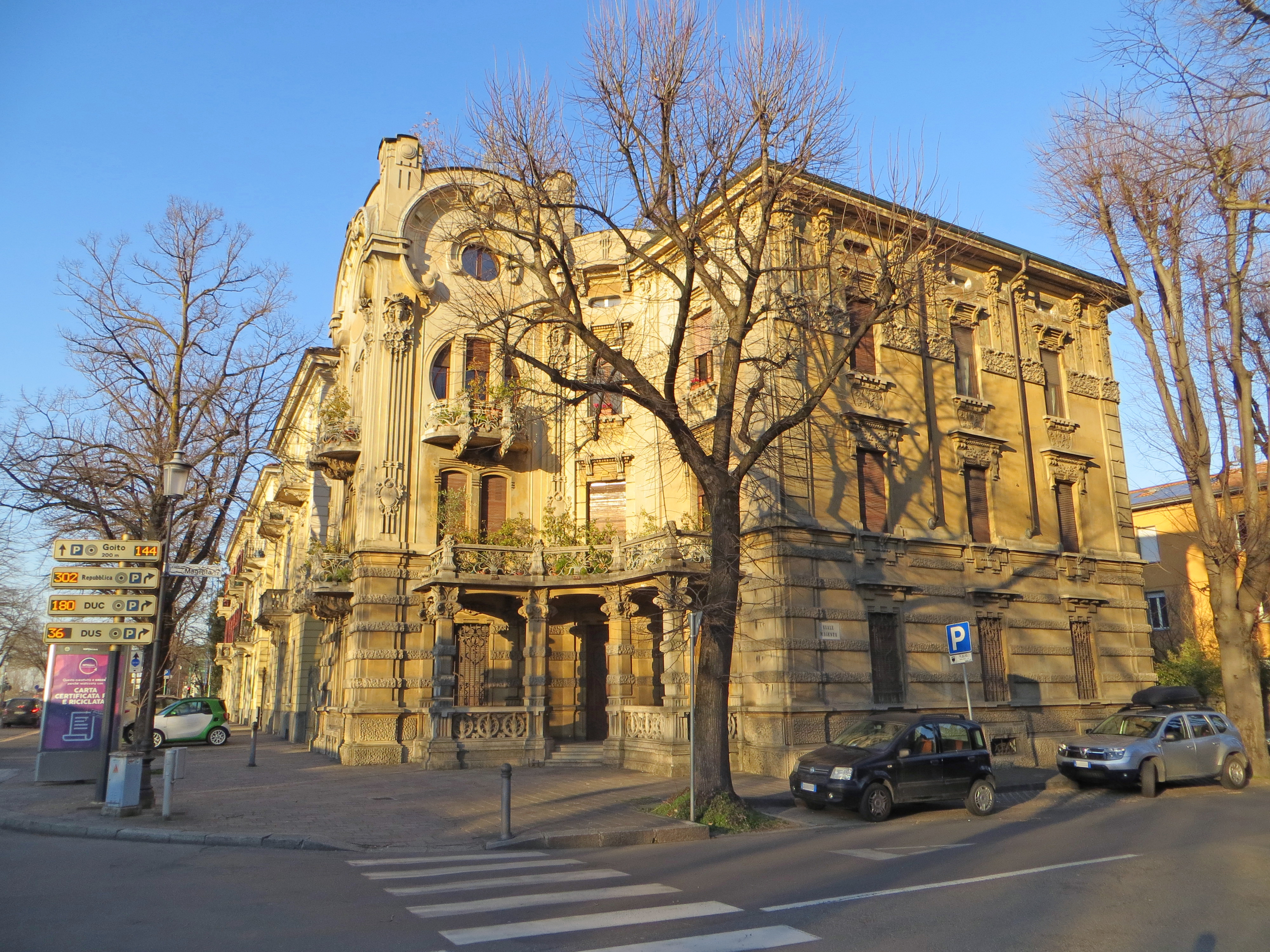
Facciata del villino Bonazzi

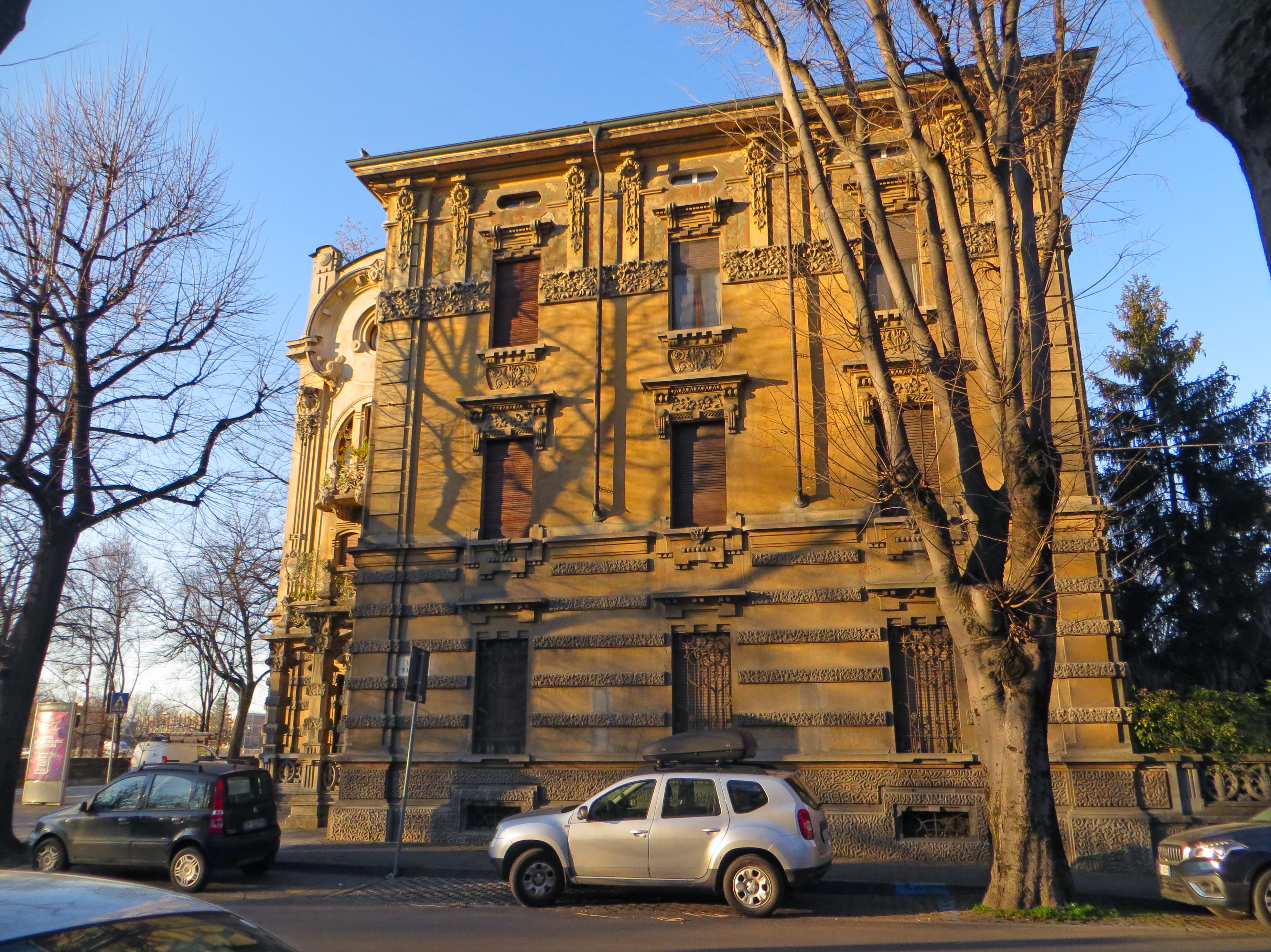
Lato sud del villino Bonazzi.

Villino urbano, è situato all'angolo tra il lungoparma Giovanni Rustici e viale Magenta, nel quartiere Cittadella. Fu costruito nel 1911 su progetto dell'architetto parmigiano Mario Stocchi Monti per la famiglia Bonazzi; noto anche come "Villa Pernigotti", è considerato tra gli edifici più tipici del liberty italiano. La struttura, elevata su tre livelli principali fuori terra, presenta un nucleo principale a pianta rettangolare, affiancato da una torretta, con un portico angolare d'ingresso collocato all'innesto tra i due corpi di fabbrica; i prospetti presentano numerose e dettagliate decorazioni floreali, sia dipinte, sia in rilievo; la torretta, arricchita da balconi con elaborate ringhiere in ferro battuto, si conclude in sommità con un frontone ovale con cornice spezzata.

### Villa Picedi

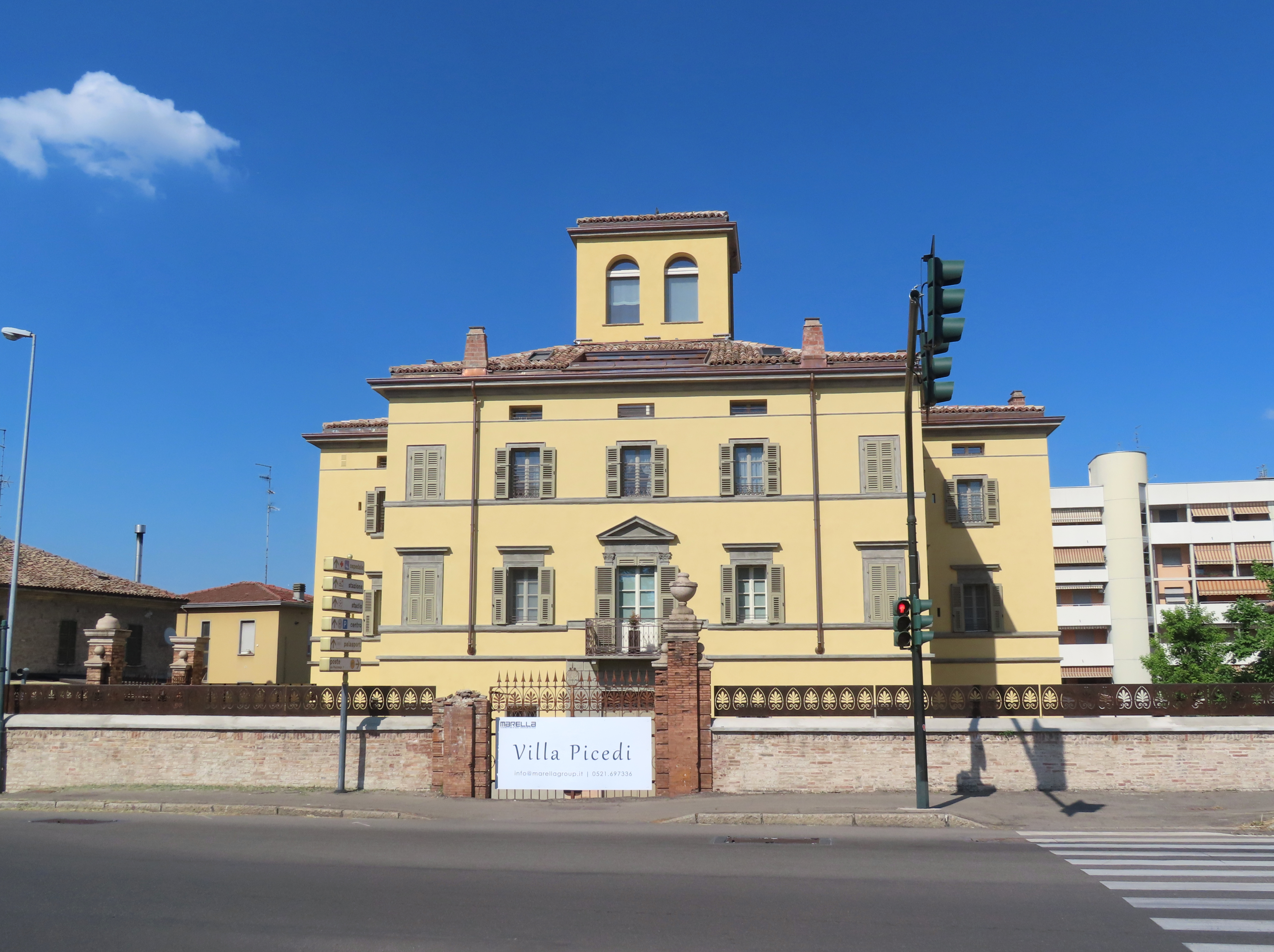
Facciata di Villa Picedi

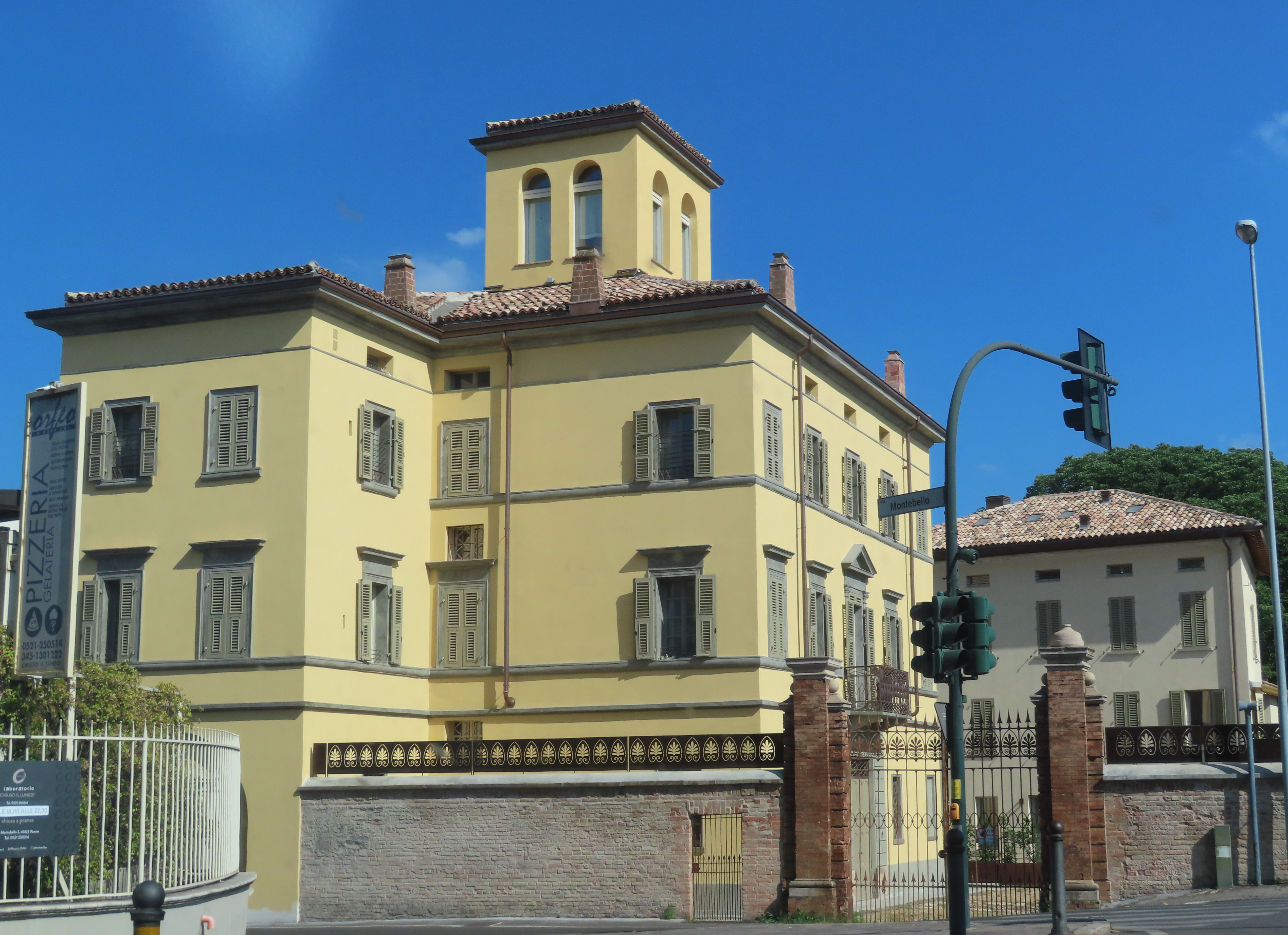
Facciata e lato nord di Villa Picedi

Villa nobiliare, è situata al capo orientale del Ponte Dattaro, al termine del lungoparma Giovanni Rustici, nel quartiere Cittadella. Fu costruita nella prima metà del XVII secolo dalla nobile famiglia Fioruzzi; passata alla famiglia Castelli nel secolo successivo, dopo alcuni anni fu acquistata dai conti Picedi e ricostruita in stile neoclassico, unitamente agli edifici di servizio adiacenti; internamente decorata nel XIX secolo, fu utilizzata per alcuni anni dal vescovo di Parma Francesco Magani come residenza estiva, diventando nota come Villa del Vescovo; alienata nel 1910 a Ildebrando Nazzani, dopo alcuni anni fu rivenduta ai nobili Palmia; acquistata nel 1925 dalla famiglia Vascelli, fu modificata internamente, insieme agli edifici adiacenti, per accogliere numerosi nuclei famigliari; abbandonata alla fine del secolo, cadde in stato di profondo degrado; il complesso immobiliare, acquistato due decenni dopo dall'impresa Marella, fu interamente ristrutturato a partire dal 2022 e trasformato in un condominio. Le simmetriche e regolari facciate della villa si elevano su tre livelli principali scanditi da fasce marcapiano, oltre al sottotetto e alla torretta eretta sul colmo del tetto; all'interno si trovano vari ambienti decorati con affreschi ottocenteschi, tra cui il salone passante del primo piano, ornato con una serie di pannelli raffiguranti dei paesaggi di stile romantico. Intorno si ergono gli ex edifici di servizio e, al termine del giardino retrostante, l'antica serra a emiciclo.

### Villa Avogadro

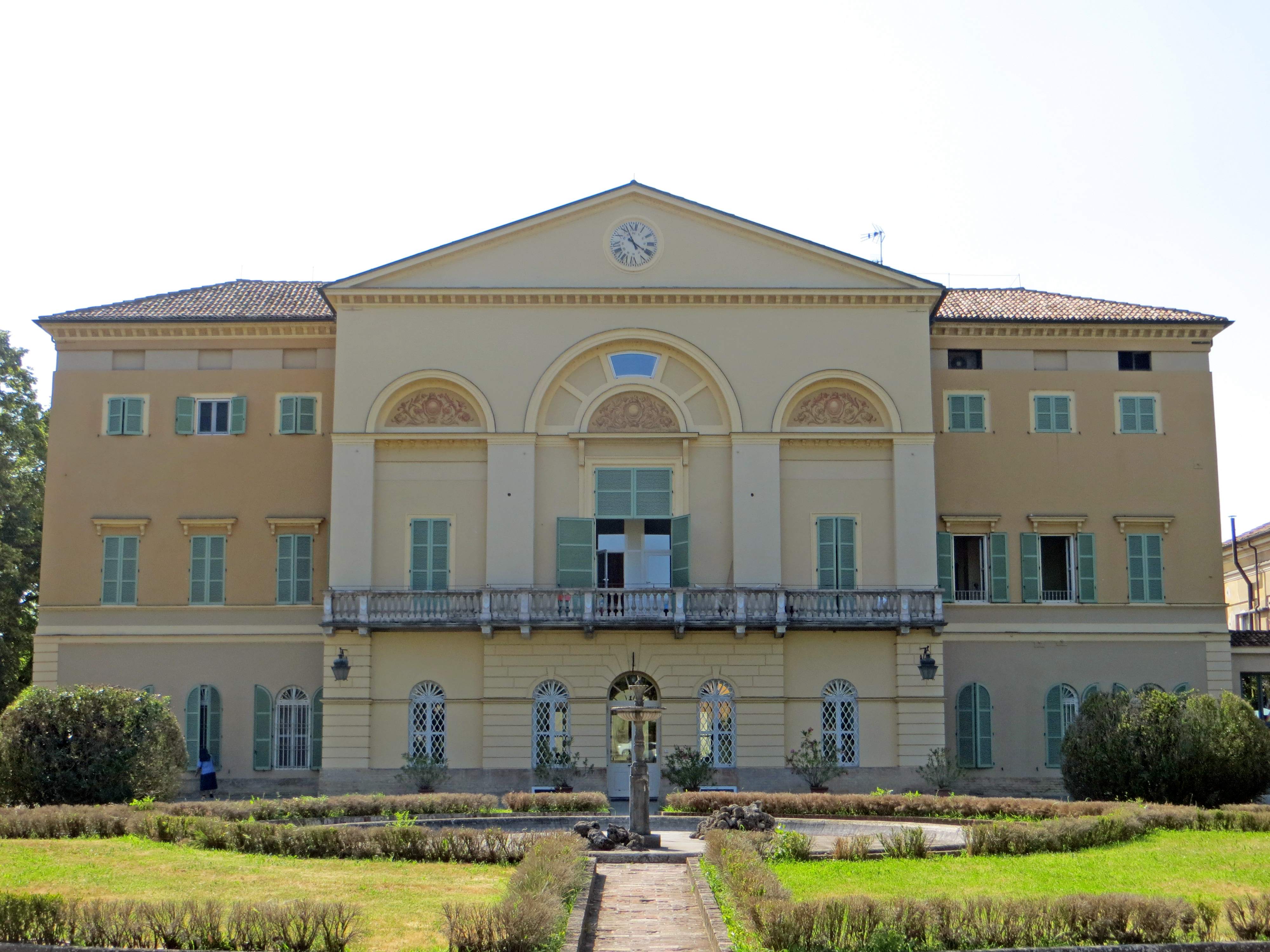
Facciata di Villa Avogadro

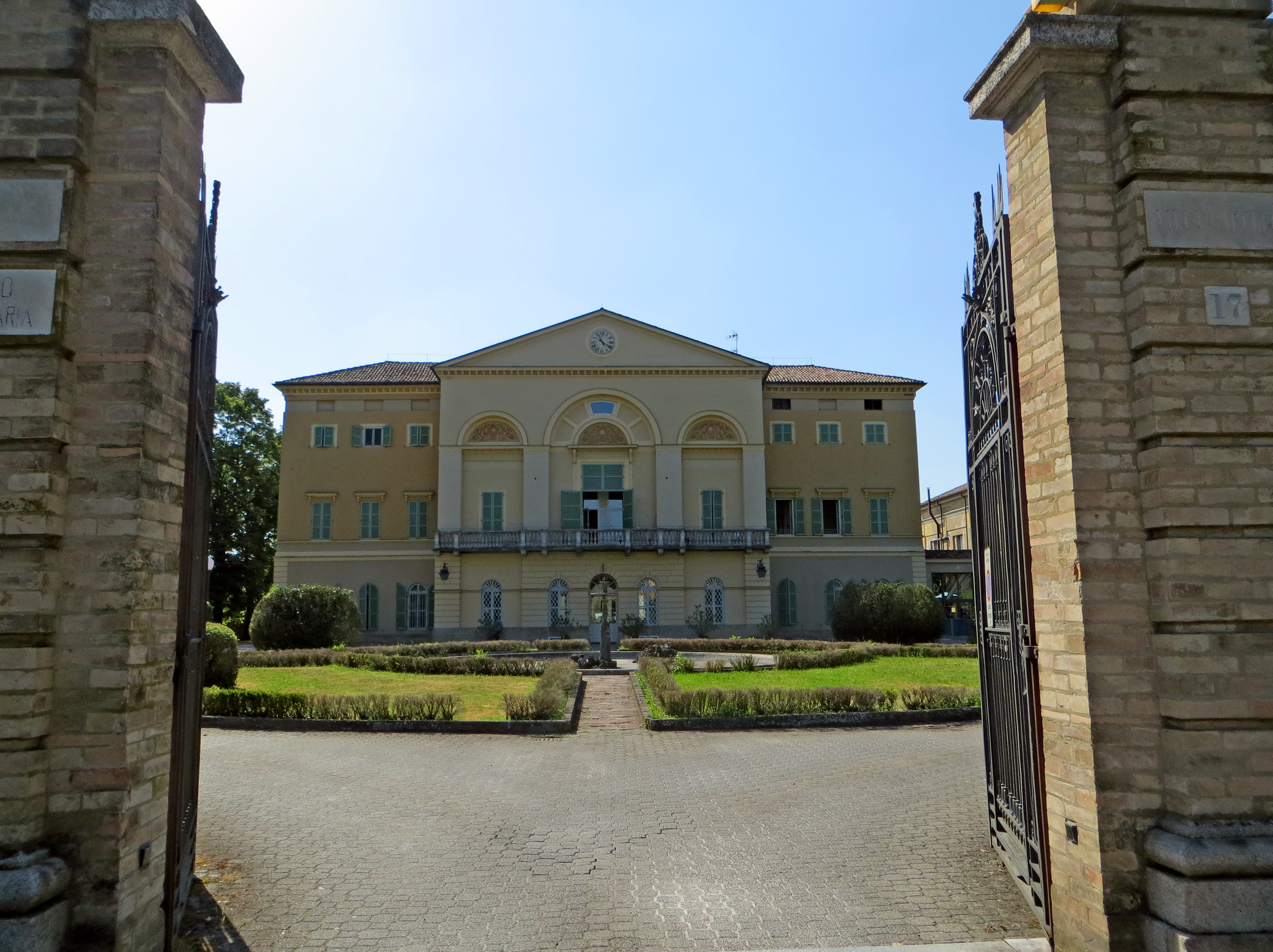
Viale d'ingresso di Villa Avogadro

Villa nobiliare, è situata nella periferia sud della città, in strada Farnese. Fu costruita in stile neoclassico tra il 1820 e il 1825 per volere dell'impresario Amedeo Rosazza, su progetto dell'architetto Paolo Gazola; ereditata dalla figlia Elisa nel 1830, moglie del conte Filippo Bondani, fu acquistata dopo il 1850 dai conti De Rauschenfels, che la rivendettero verso il 1868 al conte Paolo Cappello di San Franco; donata alla figlia Cristina, moglie del conte Antonio Avogadro, fu ceduta nel 1946 alle Piccole figlie dei Sacri Cuori di Gesù e Maria, che la adibirono a collegio, orfanotrofio e, a partire dal 1960, scuola materna a servizio del quartiere cittadino. La monumentale facciata è caratterizzata dall'ampio avancorpo centrale timpanato; all'interno si accede all'atrio dominato da quattro colonne e dallo scalone. A fianco si trova la cappella neoclassica, collegata alla villa attraverso un passaggio coperto. Di fronte si estende il parco, contraddistinto dall'aiuola centrale con fontana circolare.

## Principali ville in ambito extraurbano

### Villa Levi-Tedeschi

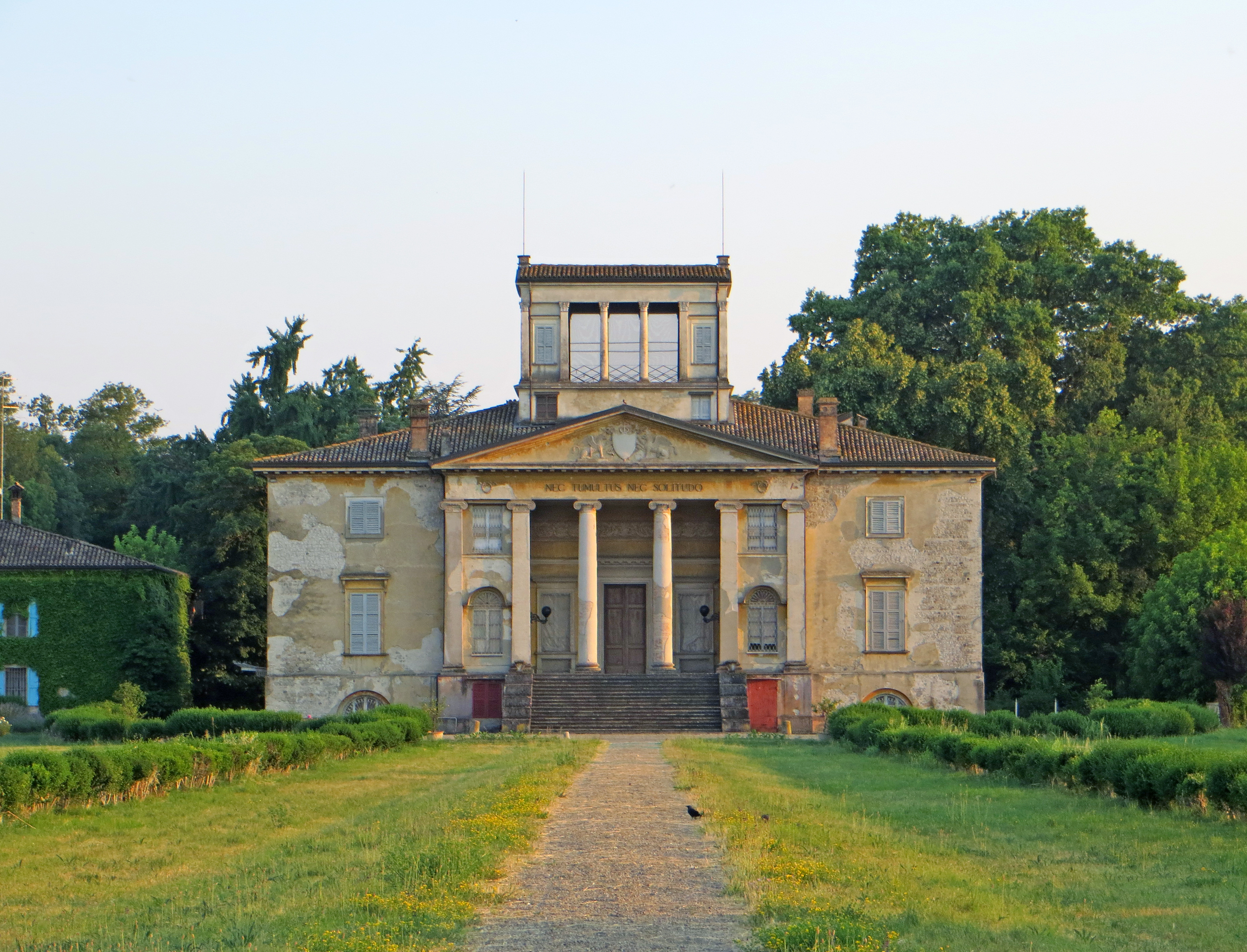
Facciata di Villa Levi-Tedeschi

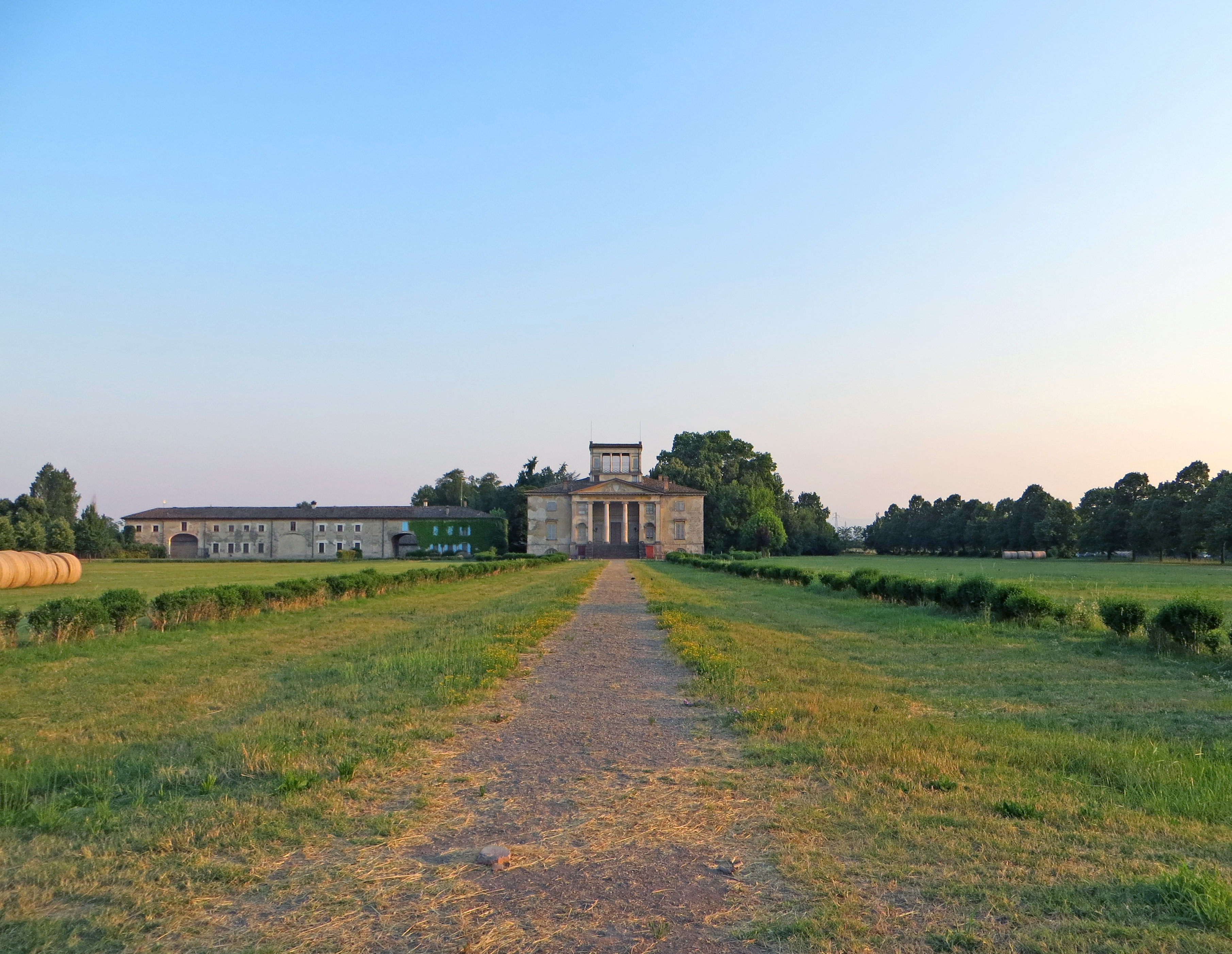
Viale d'ingresso di Villa Levi-Tedeschi

Villa nobiliare, è situata lungo la via Emilia Ovest in zona Crocetta, non lontano dalla frazione di San Pancrazio Parmense, pochi chilometri a ovest della città. Fu costruita in stile neoclassico tra il 1822 e il 1825 su progetto dell'architetto Paolo Gazola, per Antonio e Lodovico Laurent, banchieri della duchessa Maria Luigia; tra il 1862 e il 1863 fu acquistata all'asta da Michele Levi, dal quale passò, attraverso la figlia di primo letto della moglie, alla famiglia Tedeschi. Caratterizzata dal monumentale pronao al centro della facciata principale e dall'alta torretta al culmine del tetto, presenta sfarzosi interni, decorati con affreschi di Giovan Battista Borghesi; all'esterno è circondata da un ampio parco. Nel 1960 fu utilizzata quale set del film La ragazza con la valigia con Claudia Cardinale.

### Villa Mazzieri

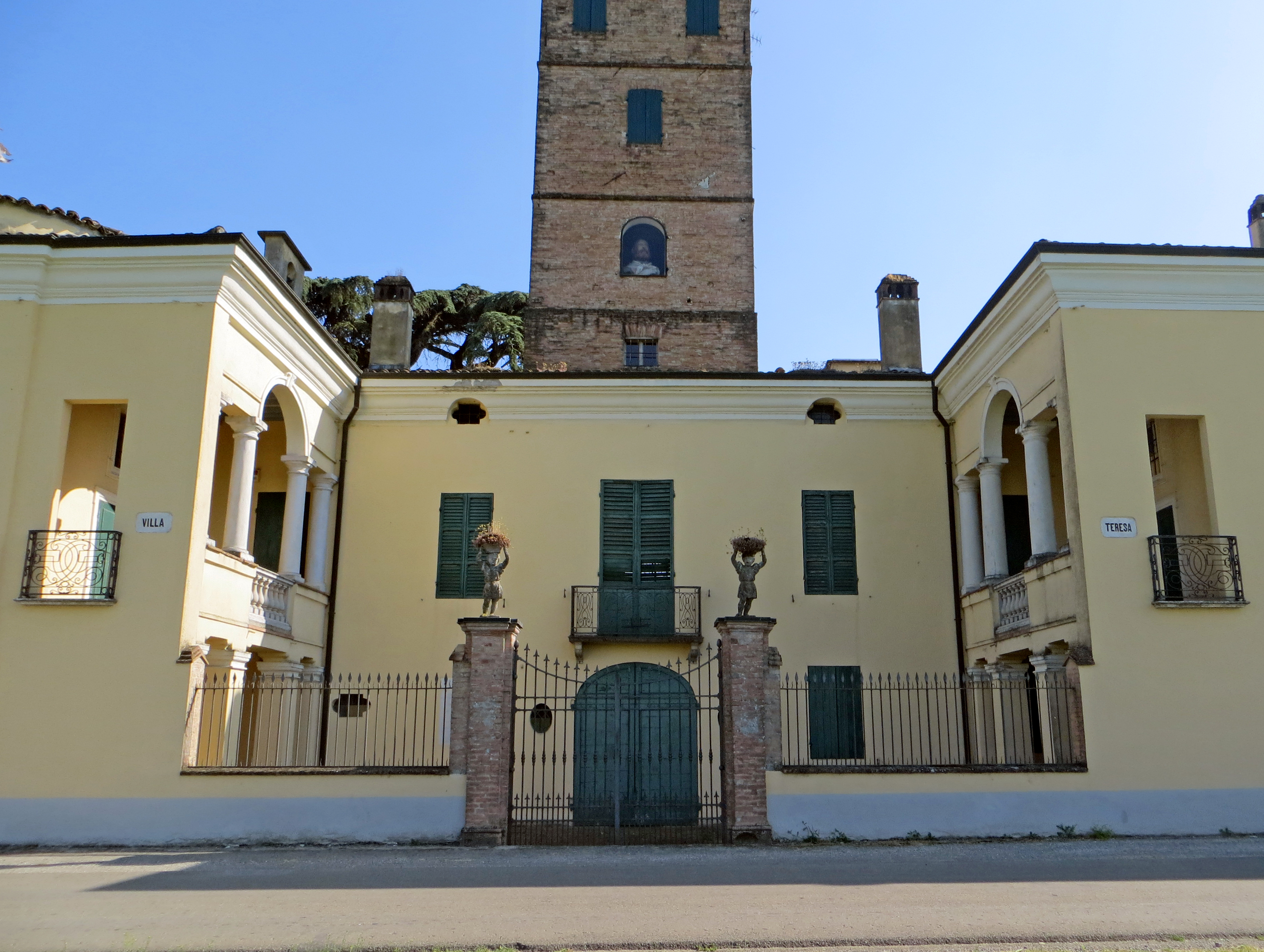
Corpo centrale di Villa Mazzieri

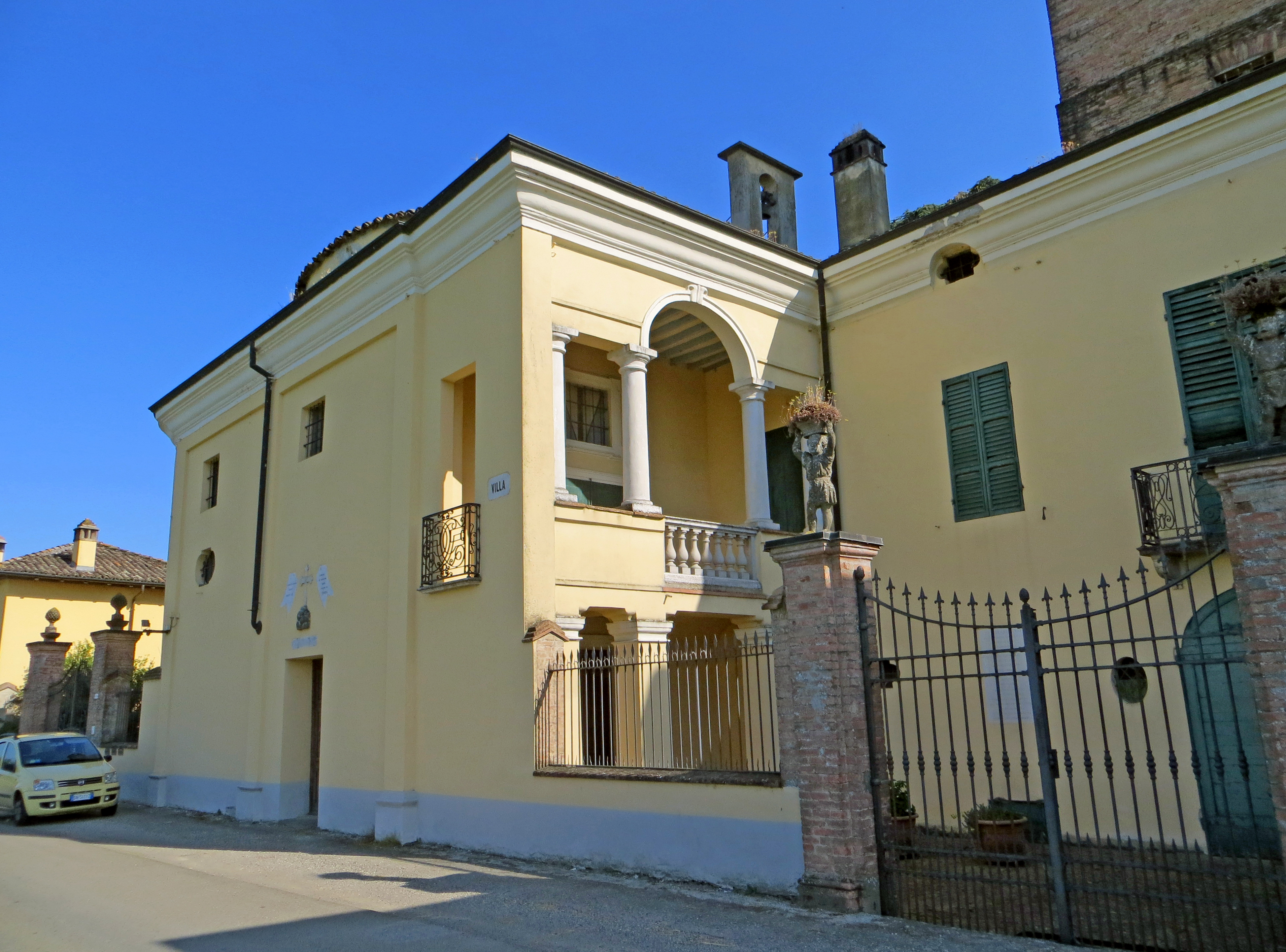
Ala est di Villa Mazzieri

Villa nobiliare, è situata nella frazione di Vigolante, pochi chilometri a ovest della città. Fu costruita unitamente all'adiacente cappella nella seconda metà del XVII secolo probabilmente per volere del conte Angelo Pettorelli Lalatta; ereditata nel 1786 dal marchese Troilo Venturi, fu per suo volere ristrutturata tra il 1788 e il 1793 in stile neoclassico e arricchita del parco; acquistata successivamente dal reverendo Valentino Chiari, passò nel 1893 al suo erede Valentino Costa; rivenduta agli inizi del XX secolo alla famiglia Carpi, fu infine alienata nel 1914 a Giulio Mazzieri, che la trasmise ai suoi discendenti. Caratterizzata dalla presenza della corte d'accesso affiancata da due portici contrapposti sormontati da logge a serliana e coronata dall'alta torre neogotica in laterizio, la villa è affiancata da una cappella neoclassica dedicata alla beata Vergine.

### Villa Paveri Fontana Della Zoppa

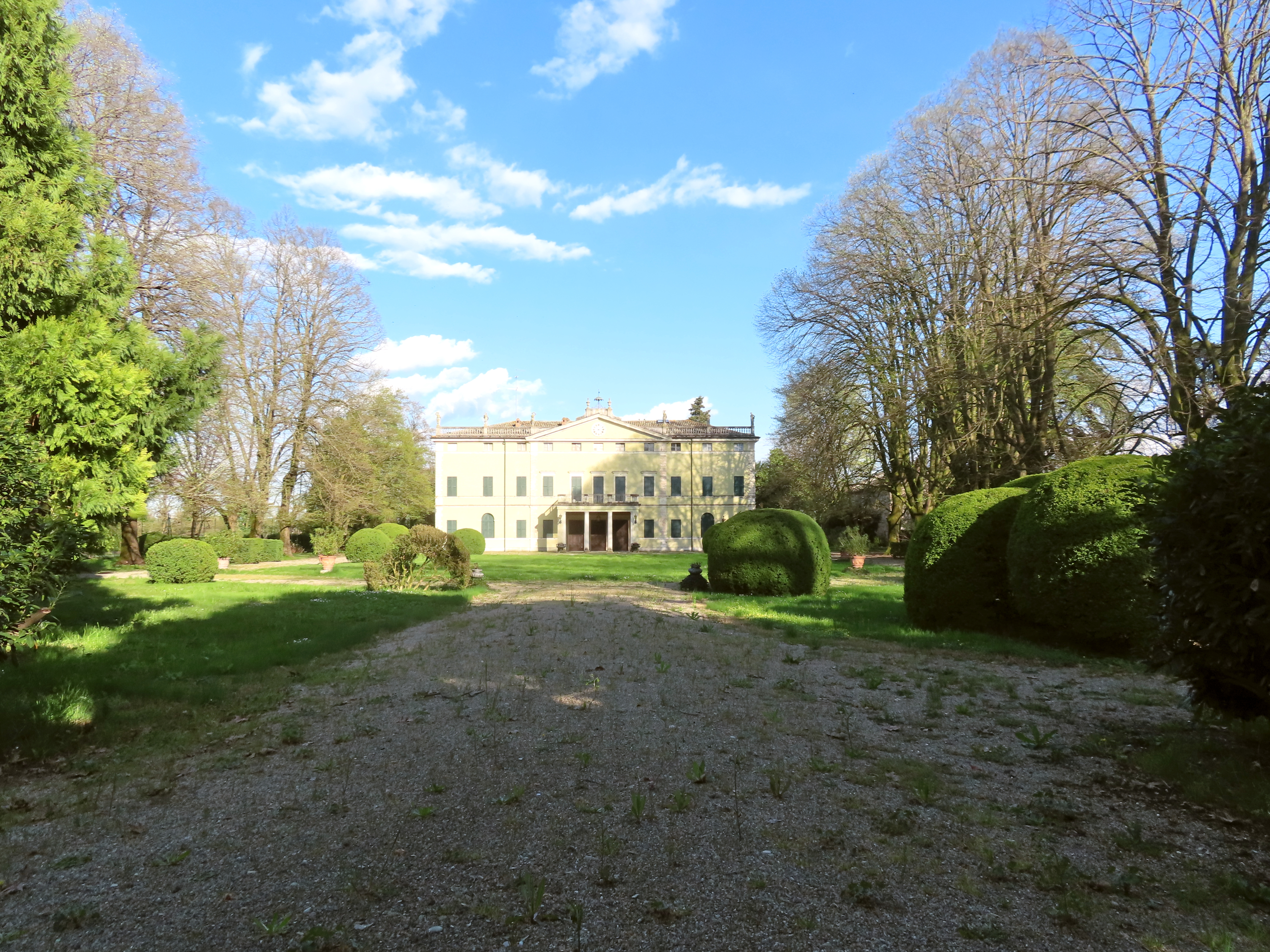
Facciata di Villa Paveri Fontana Della Zoppa

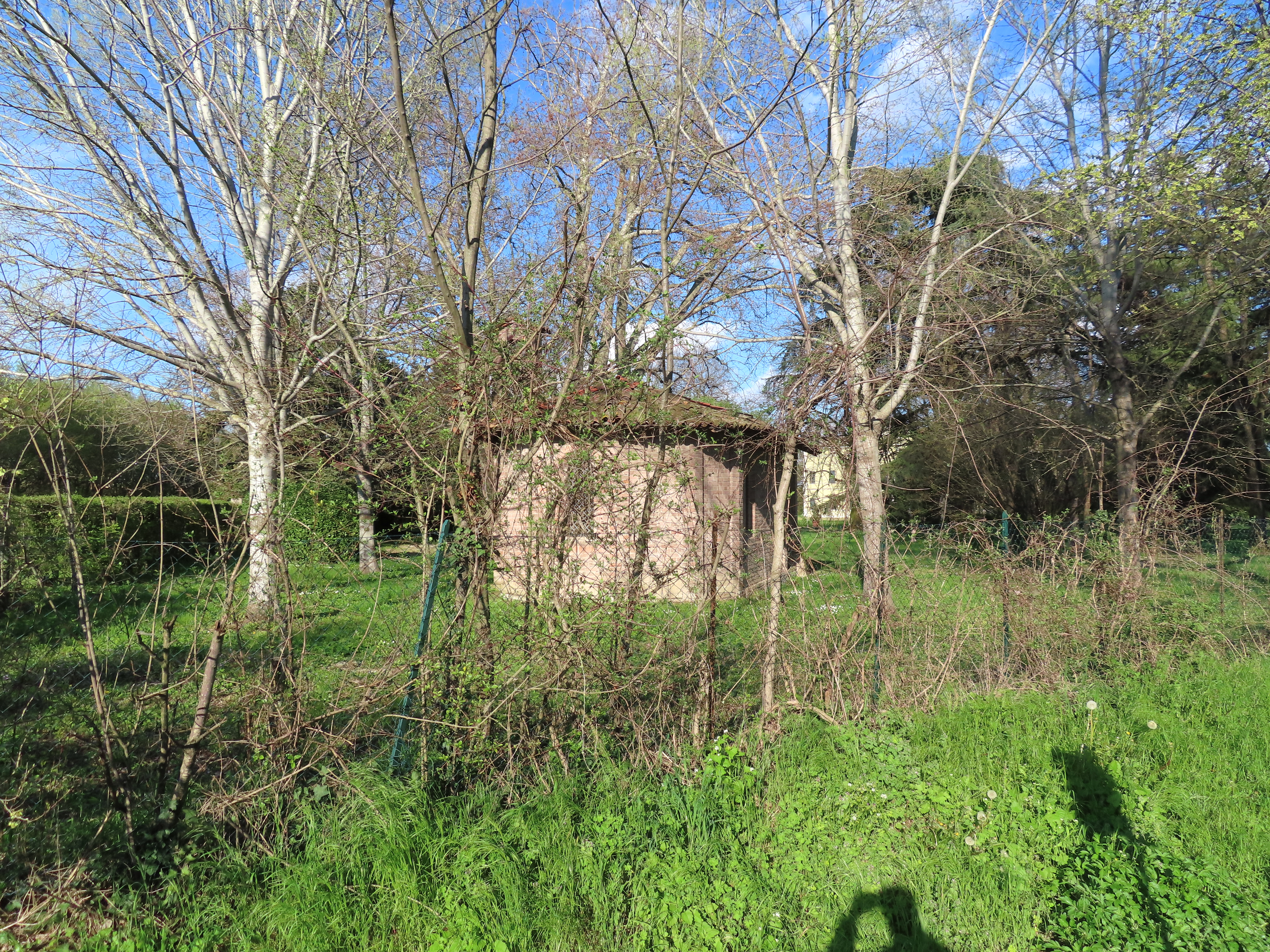
Cappella di Villa Paveri Fontana Della Zoppa

Villa nobiliare, è situata nella frazione di San Ruffino, pochi chilometri a sud-ovest della città. Fu costruita originariamente nel XVI secolo e ristrutturata in stile neoclassico nel XIX; nota anche come villa Della Zoppa, appartiene ai marchesi Paveri Fontana. La simmetrica facciata principale è caratterizzata dal portico ottocentesco su colonne a protezione dei tre portali d'ingresso e dal grande frontone che sormonta il corpo centrale della struttura; le ali laterali, separate attraverso alte lesene, sono coronate da balaustre su cui poggiano alte statue; l'ampio parco all'inglese, ricco di piante e statue, ospita anche la cappella esterna; di pregio risulta la cancellata d'accesso a emiciclo, retta da nove pilastri sormontati da statue e lanterne.

### Villa Paganini

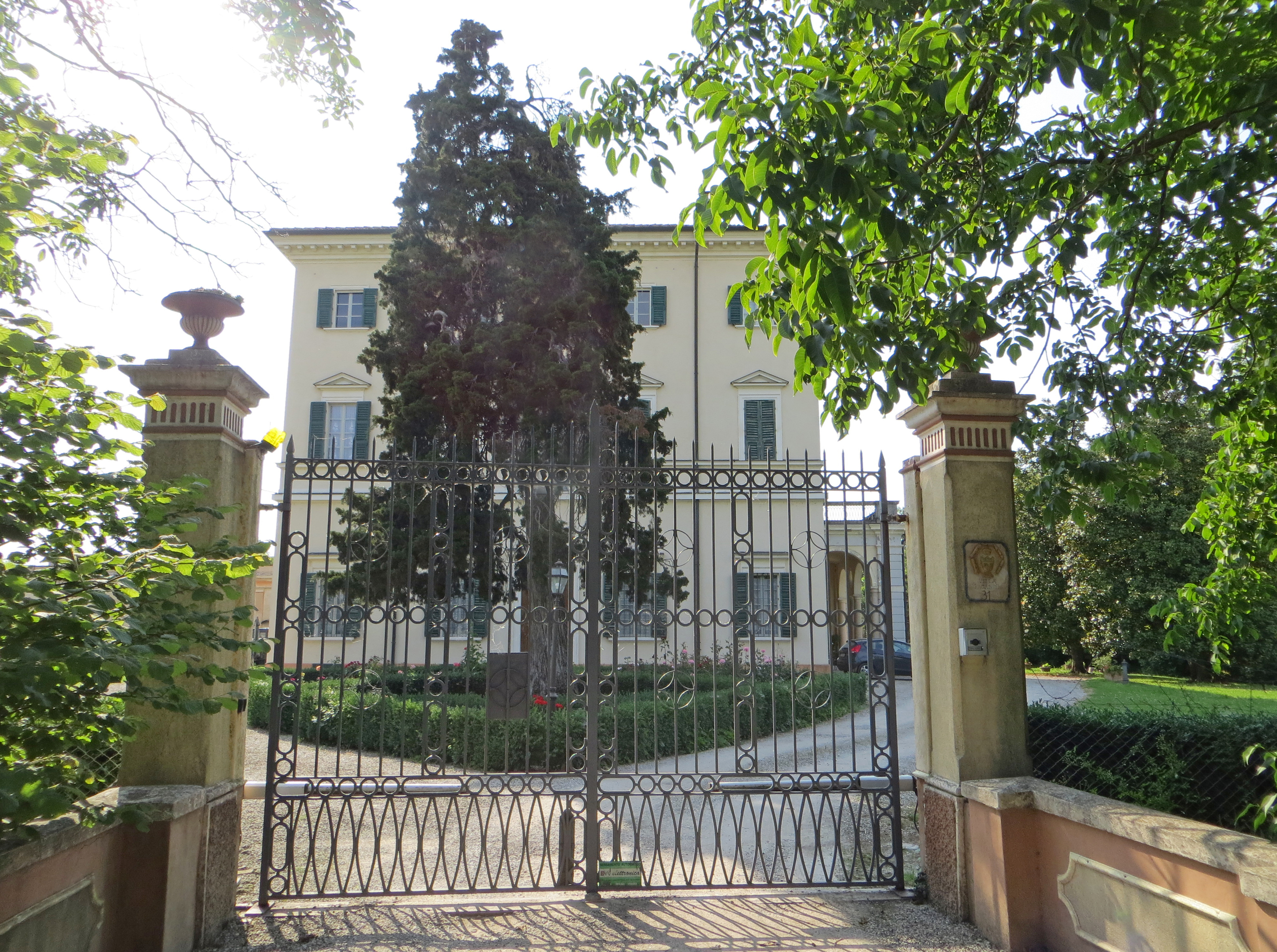
Lato est di Villa Paganini

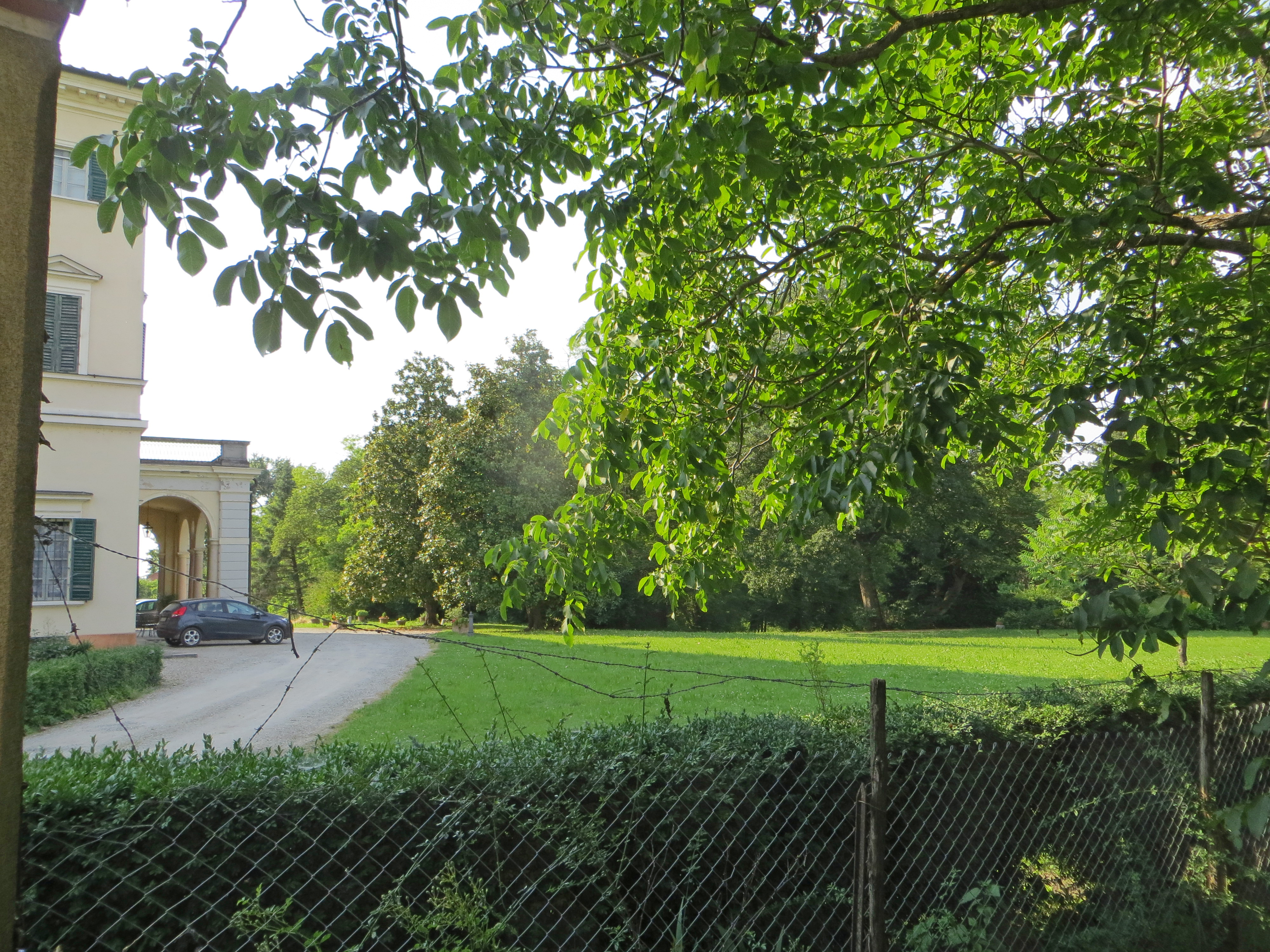
Parco di Villa Paganini

Villa nobiliare, è situata nella frazione di Gaione, pochi chilometri a sud-ovest della città. Fu costruita in stile neoclassico tra il 1820 e il 1825, unitamente al parco circostante di oltre 30 ettari, quale residenza estiva del conte Giuseppe Castellinard; acquistata nel 1833 da Niccolò Paganini con l'intenzione di trascorrervi i periodi di riposo tra una tournée e l'altra, fu ampliata e arredata dal violinista, alla cui morte la tenuta fu ereditata dal figlio Achille; alienata dal nipote Abramo nel 1931 al conte Ernesto Lombardo, fu da questi donata ad Antonietta Capelli, fondatrice dell'Istituto San Giovanni Battista, di cui divenne sede. L'edificio, sviluppato su una pianta rettangolare, si eleva su tre piani fuori terra, con finestre dotate di cornici; la facciata nord, affacciata sull'ampio parco, è preceduta da un portico a tre arcate; all'interno dall'androne con soffitto a volta si accede alle sale tappezzate, tra cui il salotto Rosso, e allo scalone, con soffitto a medaglioni.

### Villa Malenchini

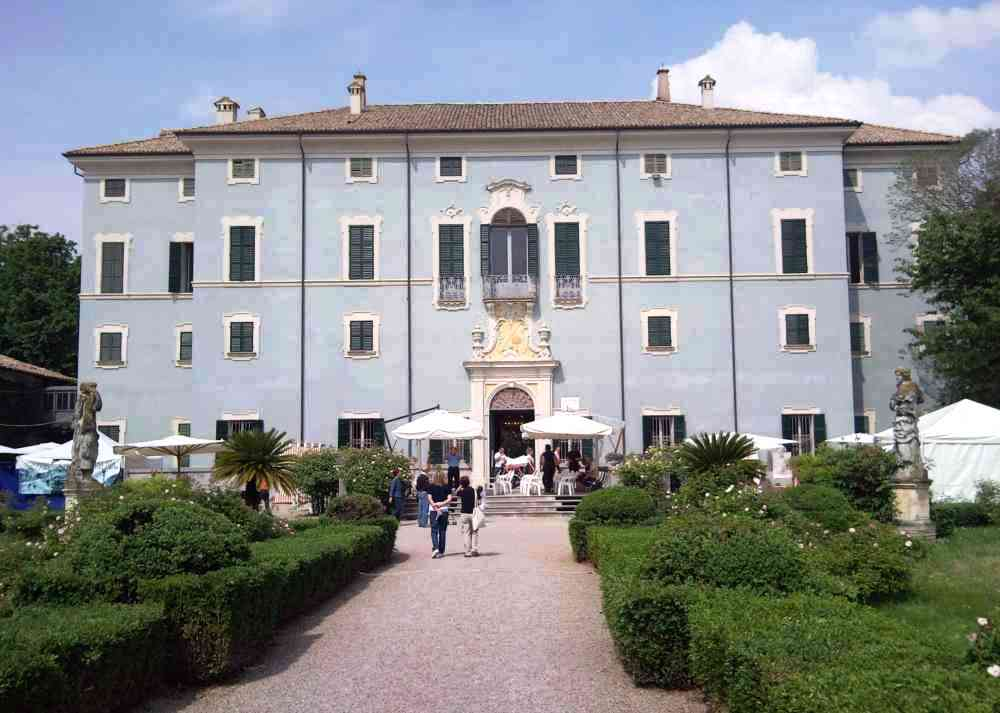
Facciata di Villa Malenchini

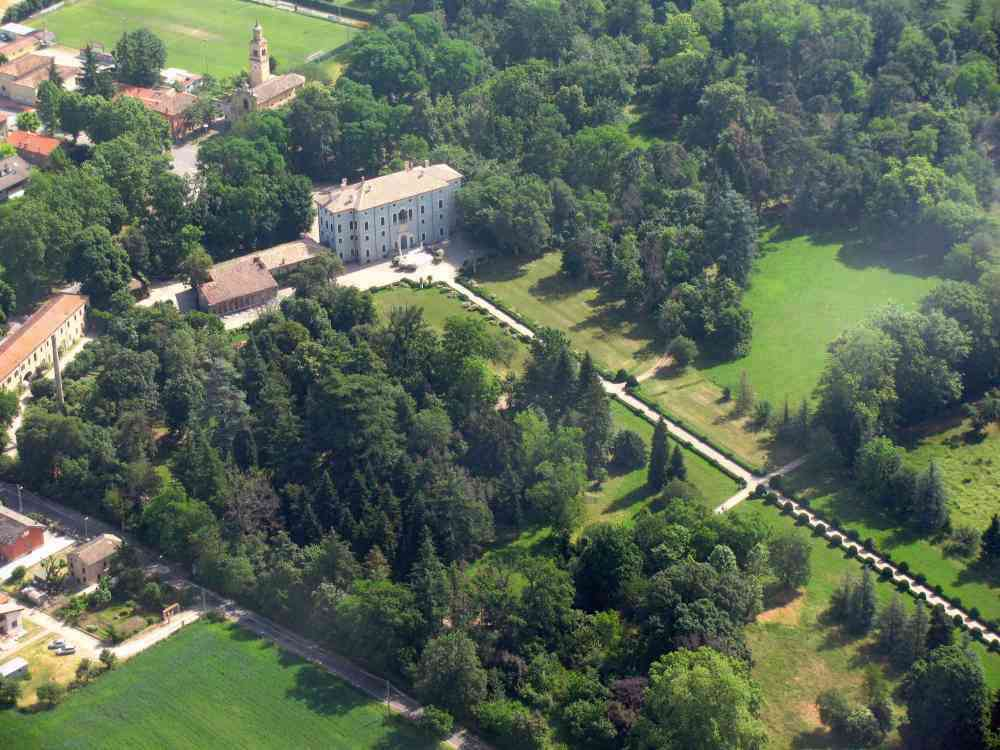
Parco di Villa Malenchini

Villa nobiliare, è situata nella frazione di Carignano, pochi chilometri a sud della città. Fu costruita probabilmente nel XVI secolo per volere dei marchesi Lampugnani e alla fine del XVII secolo fu acquistata da Giuseppe Cervi, che la lasciò alla nipote Orsola, moglie di Giuseppe Maria Corradi; decorata in stile rococò nel XVIII secolo e ampliata con l'aggiunta dei due corpi laterali agli inizi del XIX, fu alienata nel 1808 dai marchesi Corradi Cervi agli Zileri, conti dal 1836, che la rivendettero nel 1878 al marchese Monticelli; acquistata nel 1882 da Lodovico Peirano, fu comprata alla fine del secolo dal conte Edilio Raggio, che la donò alla figlia Fortuny, moglie del marchese Luigi Malenchini. L'edificio barocco, circondato da un parco all'inglese di 15 ettari e preceduto da un viale di 1500 m, conserva vari ambienti riccamente decorati, tra cui tre sale ornate sulle volte con affreschi rinascimentali a grottesche realizzati da Cesare Baglioni e dalla sua scuola.

### Villa Meli Lupi

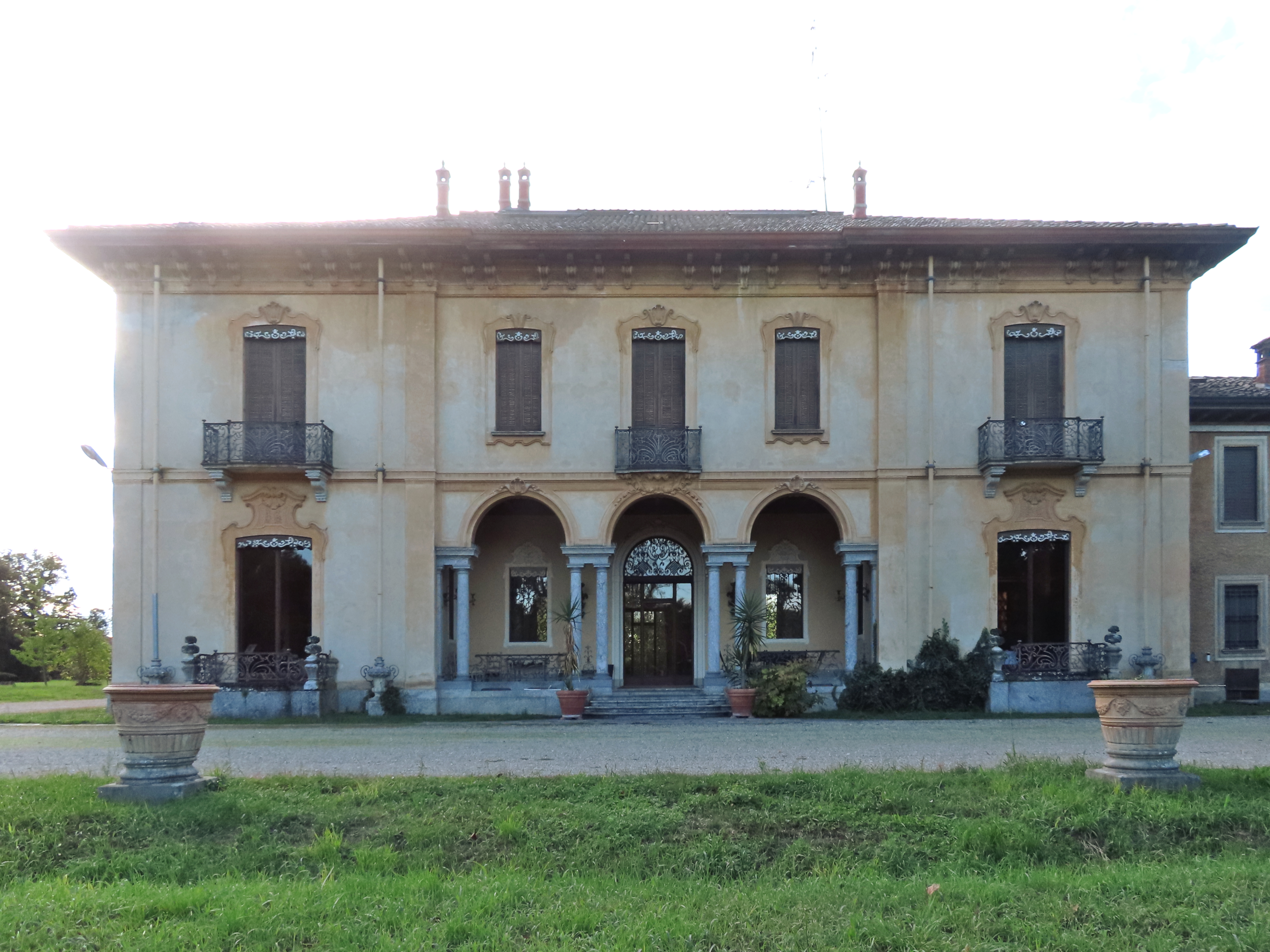
Lato est di Villa Meli Lupi

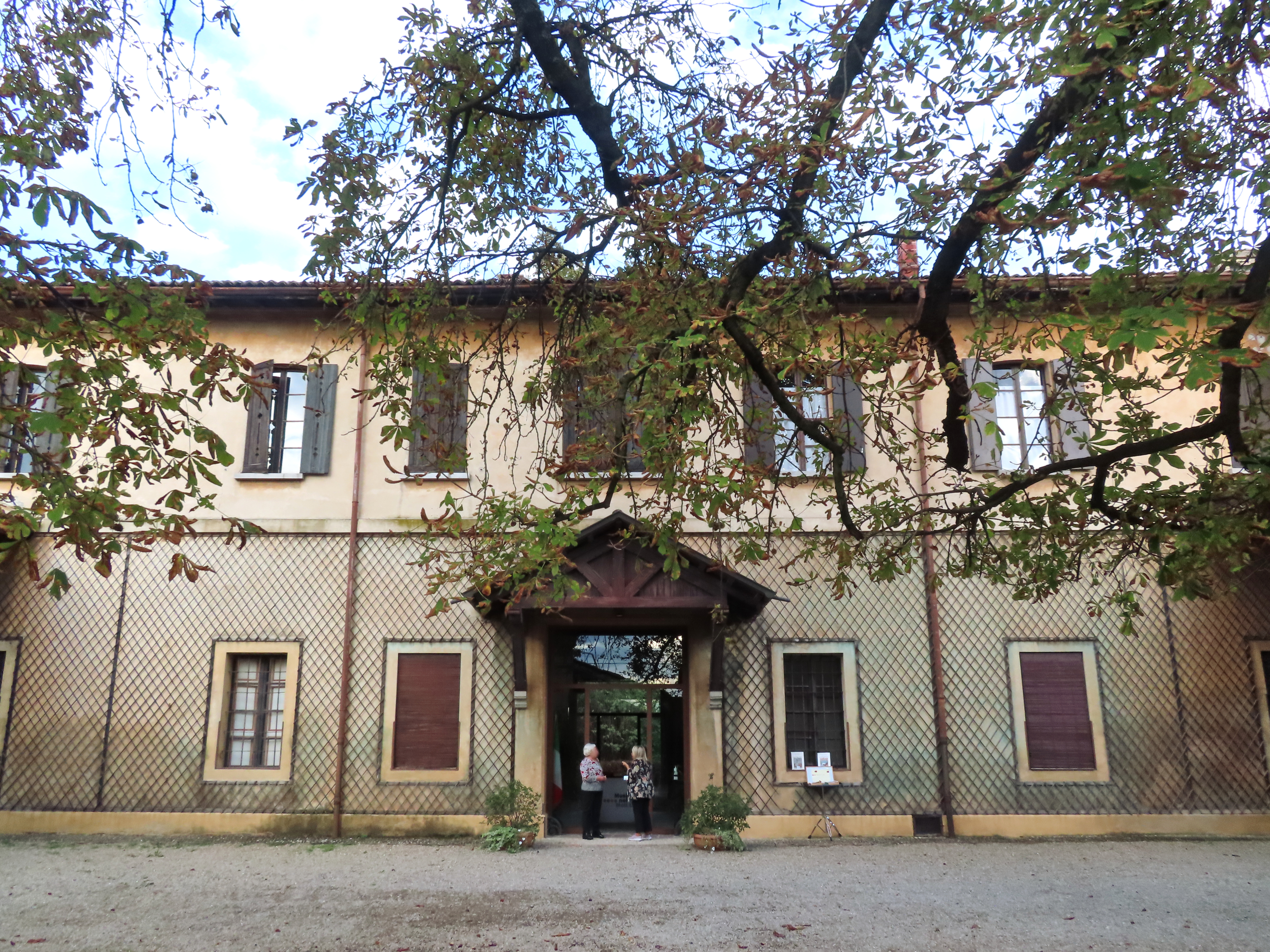
Facciata del Palazzo

Villa nobiliare, è situata nella frazione di Vigatto, pochi chilometri a sud della città. Fu costruita originariamente nel XVI secolo dai conti Toccoli, ai quali succedette intorno al 1850 il conte Luigi Tarasconi; il marchese Luigi Lupo Meli Lupi di Soragna, suo erede universale, incaricò verso la fine del XIX secolo l'architetto milanese Antonio Citterio della completa riedificazione in stile neobarocchetto lombardo della villa, cui fu inoltre affiancata la nuova ala detta "Annèxe", contenente i locali di servizio. Nel 1895 fu annessa al parco la settecentesca Villa Magawly-Cerati, che il Citterio ristrutturò in stile neogotico. I due edifici si trovano all'interno di un parco all'inglese ricco di piante secolari, anch'esso sistemato dall'architetto milanese.

### Villa Petitot

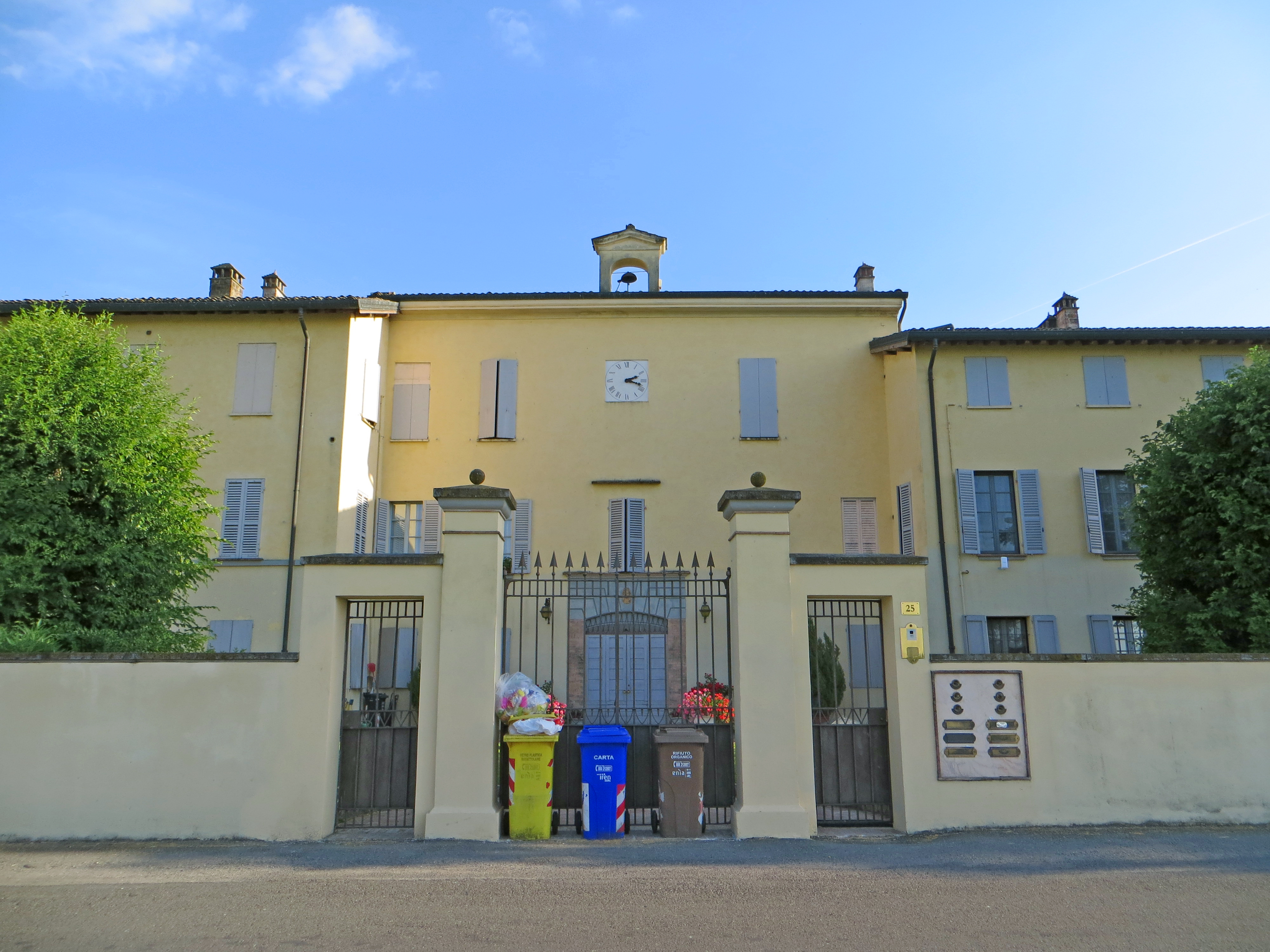
Facciata di Villa Petitot

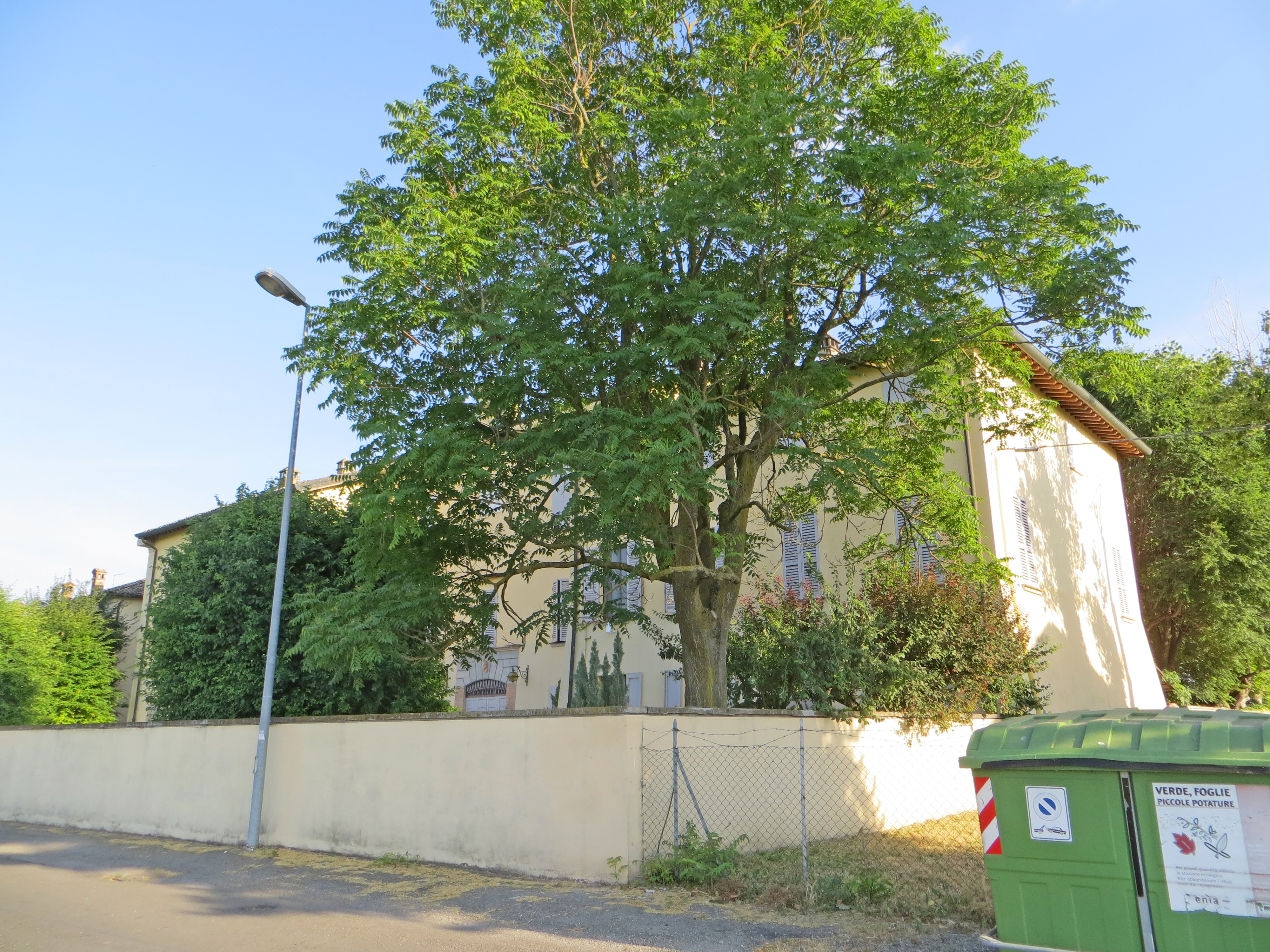
Facciata e lato ovest di Villa Petitot

Villa nobiliare, è situata nella frazione di Marore, pochissimi chilometri a sud della città. Fu acquistata nella seconda metà del XVIII secolo dall'architetto di corte Ennemond Alexandre Petitot, che la scelse come propria residenza; ereditata nel 1801 dal nipote Ennemondo Alessandro Petitot de Mont-Louis e nel 1825 dal pronipote Telesforo, fu acquisita nella seconda metà del secolo dall'amministratore Gaetano Boni, che la trasmise in seguito dapprima alla moglie, poi alla figlia Leonilde, coniugata Marcello, e infine alla nipote Giovanna; pervenuta successivamente alla famiglia Anceschi, fu completamente ristrutturata e frazionata in varie unità. Al suo interno conserva, in un ambiente rettangolare della soffitta, un raro teatrino privato neoclassico, arredato con i mobili originari; il palcoscenico sopraelevato è coperto sulle pareti e sul soffitto da pannelli lignei interamente dipinti, arricchiti da colonne perimetrali in finto marmo; il fondale, visibile attraverso le ante rimovibili dello scenario, è decorato con un affresco raffigurante un paesaggio di città; di particolare pregio risulta il finto velario di copertura, retto da putti.

### Villa Simonetta

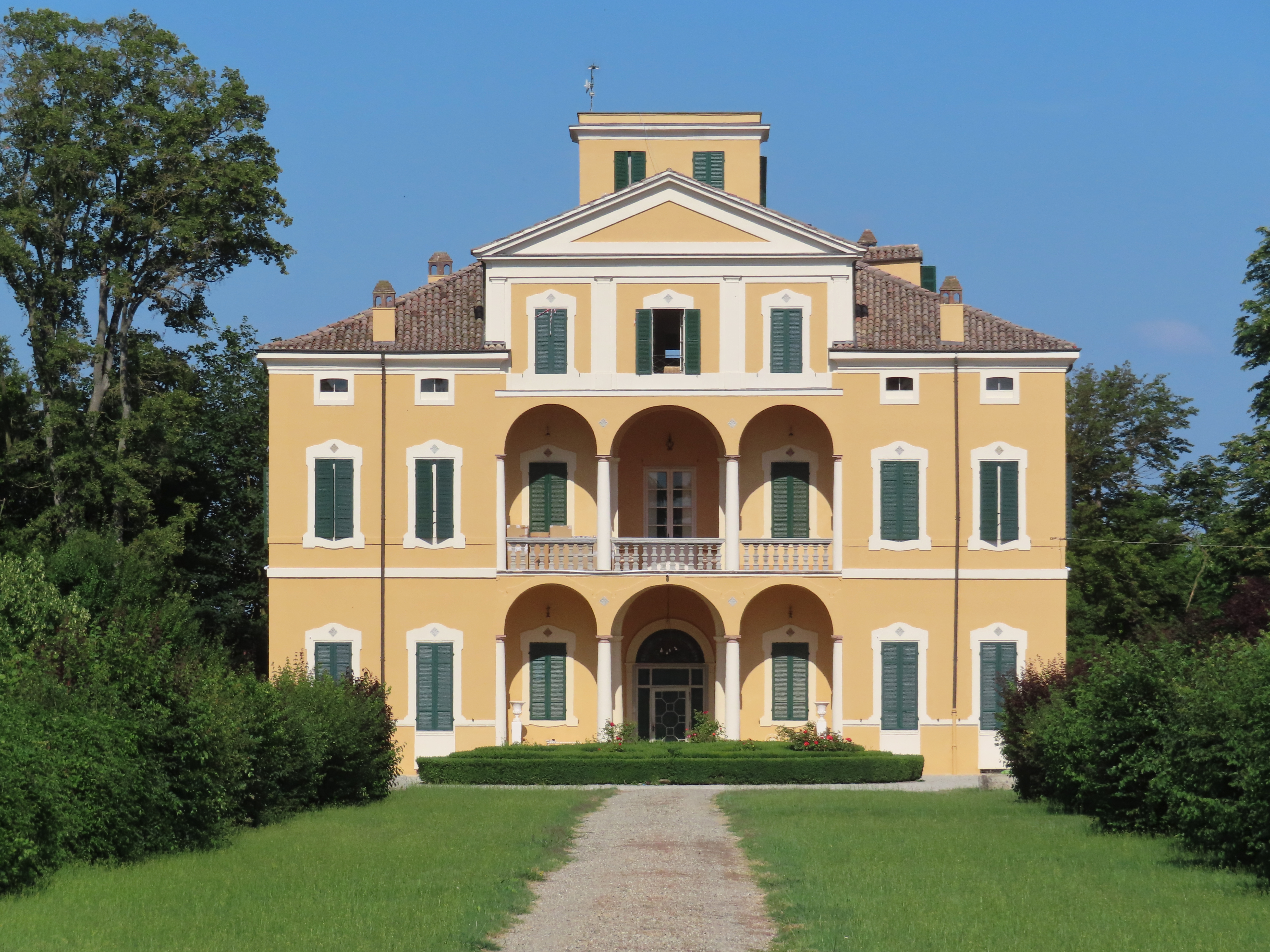
Facciata ovest di Villa Simonetta

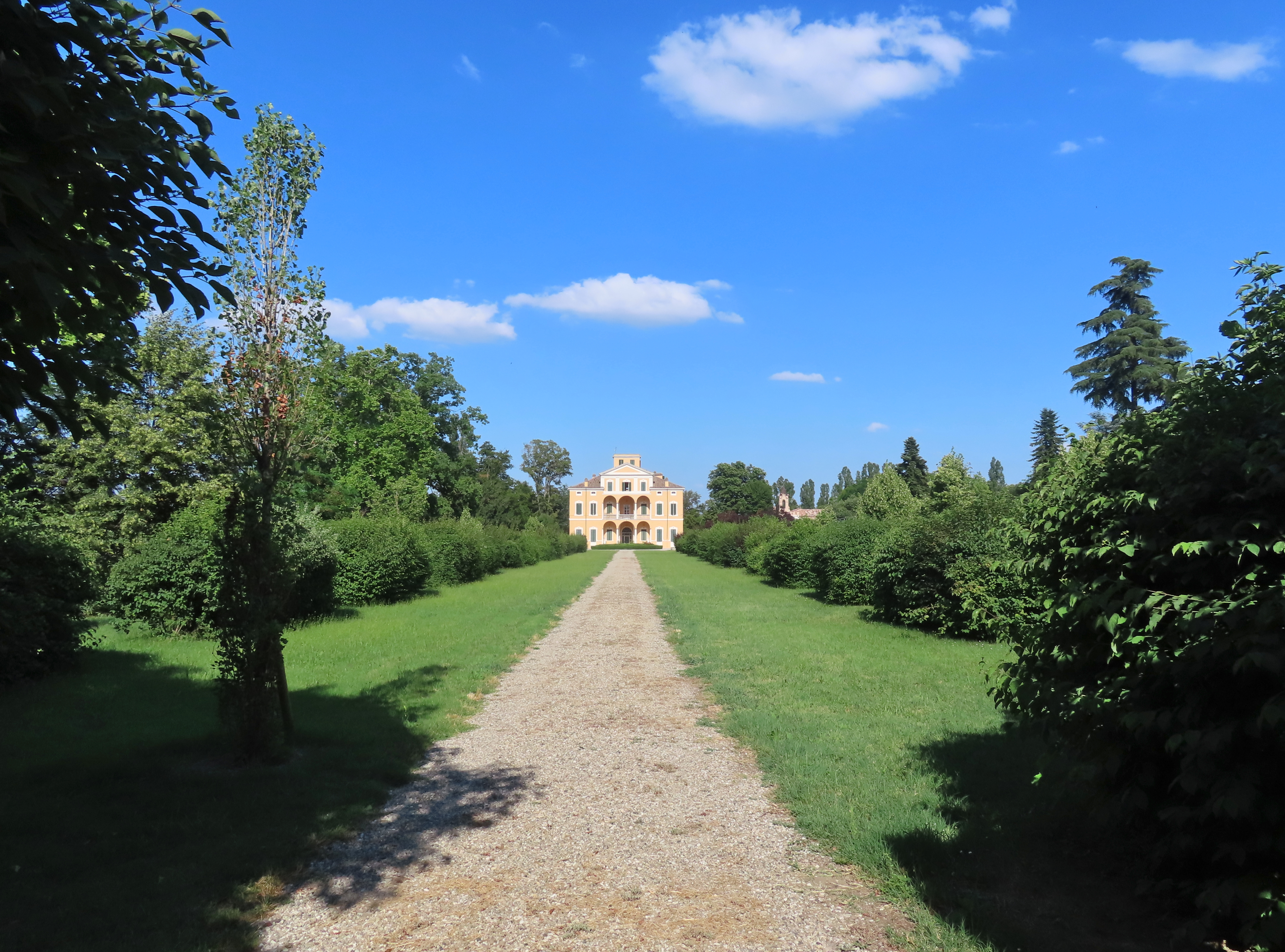
Viale d'ingresso ovest di Villa Simonetta

Importante villa nobiliare nota anche come Villa Solari Del Bono, è situata nella frazione di Porporano, pochi chilometri a sud della città. Fu costruita originariamente nel XVII secolo forse dai conti Palmia-Picchi; ereditata dal conte Andrea Simonetta nel secolo successivo, fu per suo volere riedificata in stile neoclassico tra il 1775 e il 1783; modificata in sommità dopo il 1880, passò alla famiglia Sanvitale Simonetta nel 1915; acquistata nel 1923 dal conte Alfredo Del Bono, che la fece ristrutturare, fu trasmessa nel 1941 alla figlia Susanna Guglielmina, moglie del marchese Lorenzo Solari. La facciata ovest è caratterizzata dal doppio loggiato centrale a tre arcate, sormontato da un'altana coronata da un frontone triangolare, e dalla torretta in sommità; all'interno il salone passante, lo scalone e le sale di rappresentanza sono decorati con affreschi sulle volte, con pannelli dipinti e con arredi antichi. Il grande parco, solcato da due viali rettilinei contrapposti, è delimitato a sud da una serie di edifici di servizio e dall'oratorio neogotico della Beata Vergine dei Sette Dolori, edificato tra il 1878 e il 1879 su progetto dall'architetto Pancrazio Soncini.

### Villa Mattei

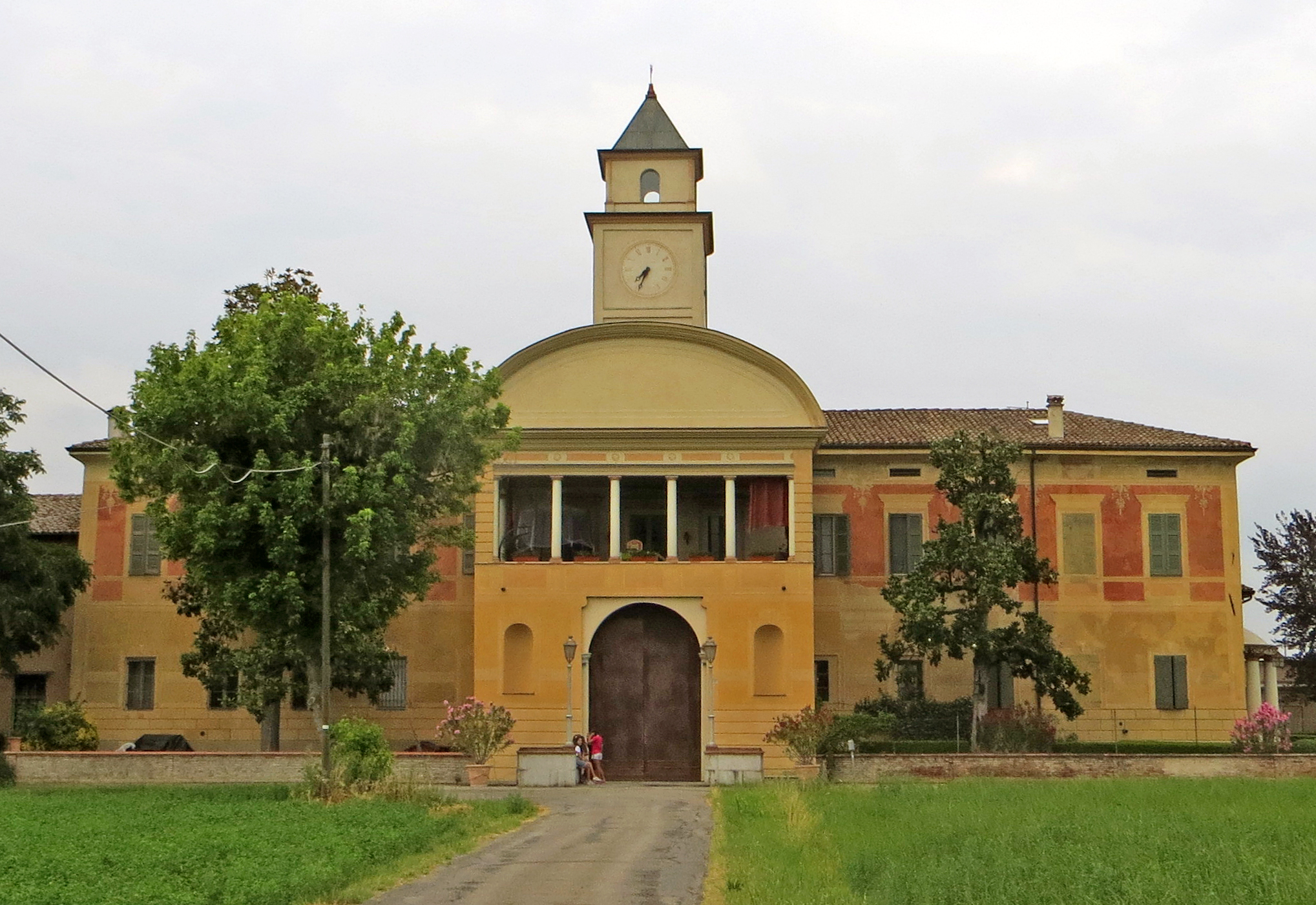
Facciata di Villa Mattei

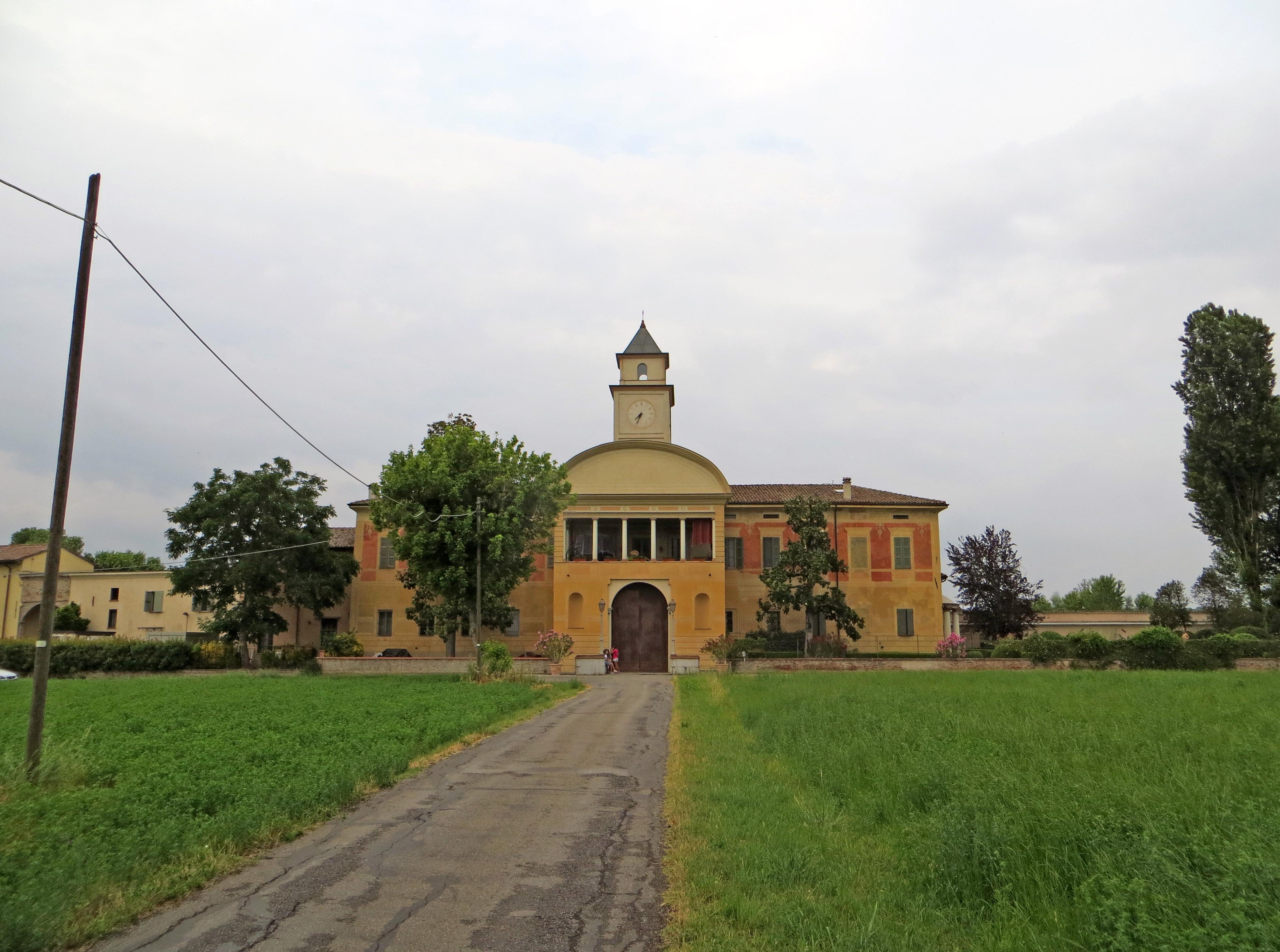
Viale d'ingresso di Villa Mattei

Villa nobiliare, è situata nei pressi della frazione di San Prospero Parmense, pochi chilometri a est della città. Fu originariamente costruita in stile barocco probabilmente intorno al 1682 dai conti Mariani, che la vendettero in seguito ai conti Bajardi e successivamente ai Rossi; ricostruita nella seconda metà del XVIII secolo in stile neoclassico, secondo la tradizione su progetto dell'architetto Ennemond Alexandre Petitot, fu acquistata forse in quegli anni dai Meley; alienata nel 1896 al marchese Filippo Corradi Cervi Robiani, fu comprata dopo il 1924 da Medardo Pederzini e nel 1936 da Secondo Mattej; profondamente danneggiata dal sisma del 1983, fu acquisita nel 1990 dal restauratore Marco Pinna, che la ristrutturò completamente. Sviluppata su due livelli principali fuori terra, è caratterizzata dall'imponente corpo d'ingresso centrale in aggetto, sovrastato da loggia e alto frontone circolare, dietro al quale si innalza una torre cuspidata con orologio; a est l'edificio si affaccia sul giardino con un piccolo portico a pianta circolare. All'interno si trovano numerosi ambienti ornati con affreschi e una cappella.